# Petrus van der Does de Willebois
Petrus Josephus Johannes Sophia Maria van der Does de Willebois  ('s-Hertogenbosch, 9 januari 1843 - aldaar, 11 mei 1937) was een Nederlands burgemeester van 's-Hertogenbosch en lid van de Eerste Kamer der Staten-Generaal. Hij was een van de oprichters van de St. Radboud Stichting, Katholieke Universiteit te Nijmegen.
Hij was lid van de familie Van der Does de Willebois en een zoon van verzekeraar en Tweede Kamerlid jhr. mr. Joannes M.B.J. van der Does de Willebois (1810-1891) en Antoinette Cecile Marie Luijben (1813-1880). In 1878 trouwde hij in 's-Hertogenbosch met jkvr. Maria Henrietta Elisabeth Bosch van Drakestein (1857-1919), lid van de familie Bosch, met wie hij drie kinderen kreeg. Zij was een dochter van jhr. mr. Paulus Jan Bosch van Drakestein (1825-1894). De Willebois en zijn vrouw zijn begraven op begraafplaats Orthen. Het grafmonument van de familie Van der Does de Willebois is een rijksmonument.

## Loopbaan
De Willebois bezocht het gymnasium in 's-Hertogenbosch. Hij werd in 1868 lid van de Provinciale Staten van Noord-Brabant en werd in 1878 net als zijn vader voor hem als directeur van de Maatschappij van Brandverzekering voor het Koninklijk der Nederlanden, "De Groote Bossche". Hij was vanaf 1870 tot 1885 lid van de Gedeputeerde Staten en werd op 26 maart 1884 (tot 1 juli 1917) benoemd tot burgemeester van 's-Hertogenbosch; in 1898 werd hij gekozen tot lid van de Eerste Kamer der Staten-Generaal hetgeen hij tot 1923 zou blijven.

## Decoraties en commissies
De Willebois was ridder in de Orde van de Nederlandse Leeuw, commandeur in de Orde van Oranje-Nassau en commandeur in de Orde van Sint-Gregorius de Grote. Hij was kapitein bij de Schutterij te 's-Hertogenbosch, lid van het College van Regenten over de Godshuizen en algemene armen, plaatsvervangend voorzitter van de schoolcommissie, voorzitter van de Ridderschap van Brabant, lid van het hoofdbestuur van de Sint Radboud Stichting en voorzitter van de Koninklijke School voor Nuttige en Beeldende Kunsten. 